# Festival Calanchi
Il festival internazionale di teatro Calanchi è stato fondato dall'Associazione Culturale Teatrale Bradipoteatar nel 2003. Si svolge annualmente (inizio di ottobre) nella Repubblica di San Marino. 
Nelle sue edizioni il festival ha proposto spettacoli fortemente diversificati, alternando spettacoli di ricerca a teatro comico, teatro danza a teatro politico, prosa a spettacoli per bambini.

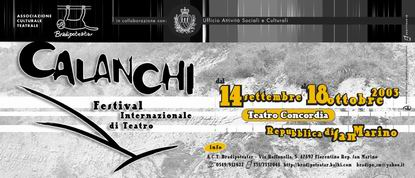
Manifesto della 1ª edizione - 2003

## 1ª edizione - 2003
- Centro Teatrale Ziggurat (Italia) con lo spettacolo Delirio
- Le Barnos (San Marino) con lo spettacolo Hi! I am Marrazzau!
- Duo Mirasole (Italia) con lo spettacolo Attraverso Genova
- Teatro della Clavicola (San Marino) con lo spettacolo Sotto pelle – Under my skin
- In Scena Veritas (Italia) con lo spettacolo Due - (tutto il resto è silenzio)
- Bradipoteatar (San Marino) con lo spettacolo Immagini a fuoco

## 2ª edizione - 2004
- Bradipoteatar, Le Barnos, Sauber_projekt, DirtySanchez (San Marino, Italia) con lo spettacolo V10 [1]
- Ilinx (Italia) con lo spettacolo Le chiavi
- AlphaDrama (Italia) con lo spettacolo Confessioni su uno zerbino - testo e regia Daniela Ariano, musiche originali Marcello Appignani
- Tre^s Teatro (Cile, Brasile, Italia) con lo spettacolo La dimora delle donne brutte - testo e regia María José Contreras
- Kazalište Dr.Inat (Croazia) con lo spettacolo I crvčci su utihnuli (Il silenzio delle cicale)
- Il Draghetto (Italia) con lo spettacolo Luna sulla Luna - testo e regia Mario Villani e Manuela Del Beato

## 3ª edizione - 2005
- Fabrizio Paladin (Italia) con lo spettacolo Dr. Jekyll e Mr. Hyde
- Il Teatro dell'Astaroth (San Marino) con lo spettacolo Metamorfosi (Opera)
- Augenblick (Italia) con lo spettacolo Sorelle
- Korekanè (Italia) con lo spettacolo Ustions
- Ambaradan Teatro (Italia) con lo spettacolo La Marionetta
- La Cometa (Italia) con lo spettacolo Aspettando Nil
- mostra fotografica con le opere di Annamaria Capicchioni e Stefano Molinari e installazione di Aleksandra Di Capua
- proiezione del cortometraggio Crossing di Emilio Guizzetti.

## 4ª edizione - 2006
- Fabbrica del Vento (Italia) con lo spettacolo Sgòrbypark
- Puppet Theater Pinokio (Serbia) con lo spettacolo Margini (Ivice)
- Plefsis (Grecia) con lo spettacolo I'll be back soon
- Evento Produzioni (Italia) con lo spettacolo Il gallo magico
- Babygang (Italia) con lo spettacolo Casa di Bernarda

## 5ª edizione - 2007
- Bradipoteatar (San Marino) con lo spettacolo 1704.
- Stowarzyszenie Teatralne A Part (Polonia) con lo spettacolo Klepsydra
- Zaches Teatro (Italia) con lo spettacolo One Reel
- Cirque Allant Vers (Francia) con lo spettacolo Ma perché dunque la lentezza è sempre più poetica?
- Deva (Italia) con lo spettacolo Sonoora

## 6ª edizione - 2008
- Compagnia del Biribisso (San Marino) con lo spettacolo Sogno di una notte di mezza estate
- Gromic (Spagna) con lo spettacolo Maaagia!
- Teatrincorso (Italia) con lo spettacolo Dietro lo specchio - I believe in perfection
- Jordi L. Vidal e David Vossen (Belgio) con lo spettacolo Piano fortissimo / Oxymoron
- Compagnia Maninalto (Italia) con lo spettacolo C'era una volta...Raperonzolo

## 7ª edizione - 2009
- CompaGnia Opus Ballet (Italia) con lo spettacolo G.G. Skylight
- Theater Mimart (Serbia) con lo spettacolo Oktagon!
- Il Naufragar m'è dolce (Italia) con lo spettacolo Ecobaleno
- Patrizia Bollini(San Marino) con lo spettacolo Finisce per A
- Baggio & Taurino (Italia) con lo spettacolo Il diavolo. Il sogno di Ivan Karamazov

## 8ª edizione - 2010
- Le Barnos (San Marino) con lo spettacolo Può contenere tracce di sedano
- Zerobeat(Italia) con lo spettacolo E.R.O. Camillo Berneri
- Ambaradanteatro(Italia) con lo spettacolo Paura-Coraggio

## Galleria d'immagini

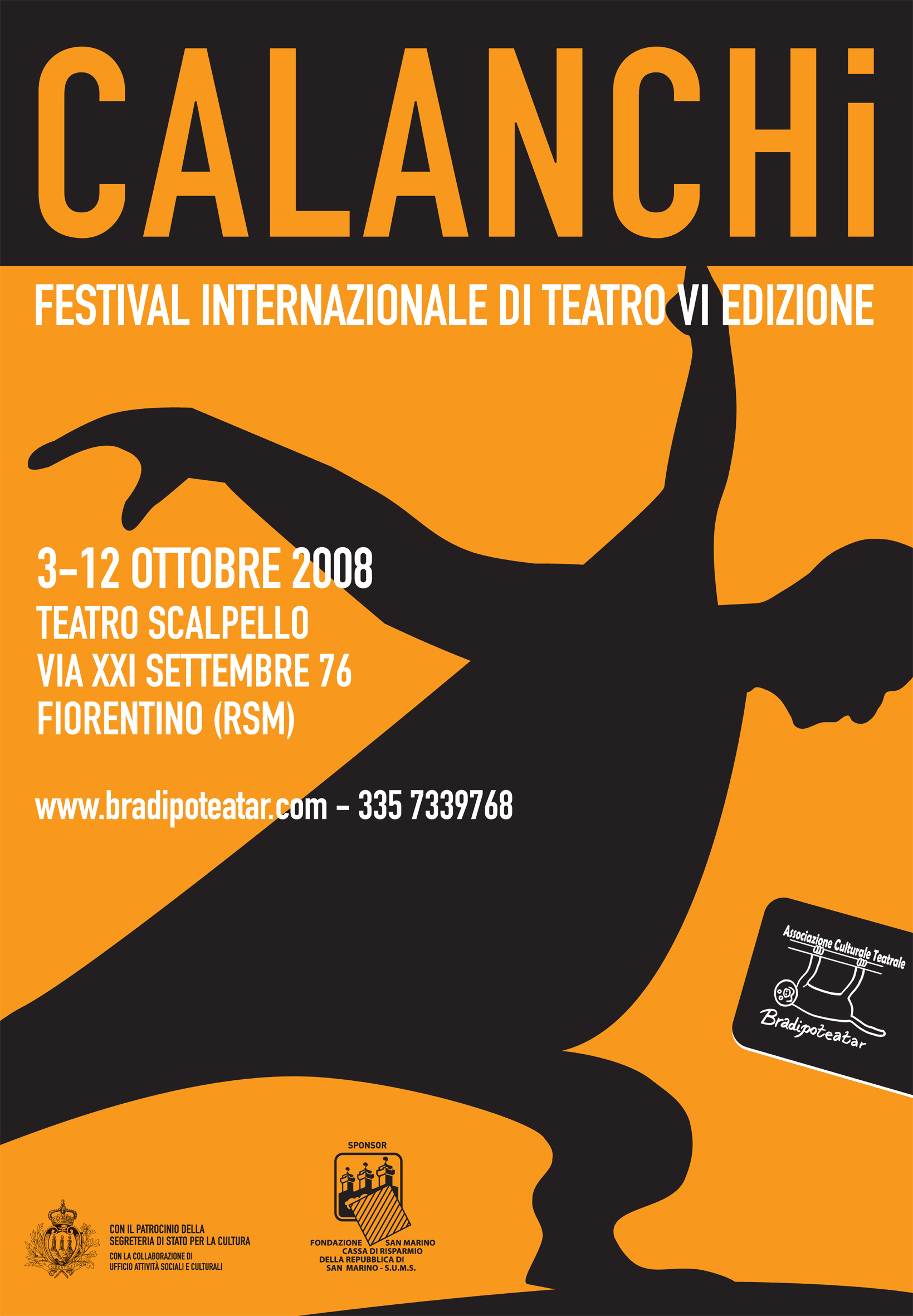
Manifesto della 5ª edizione - 2007
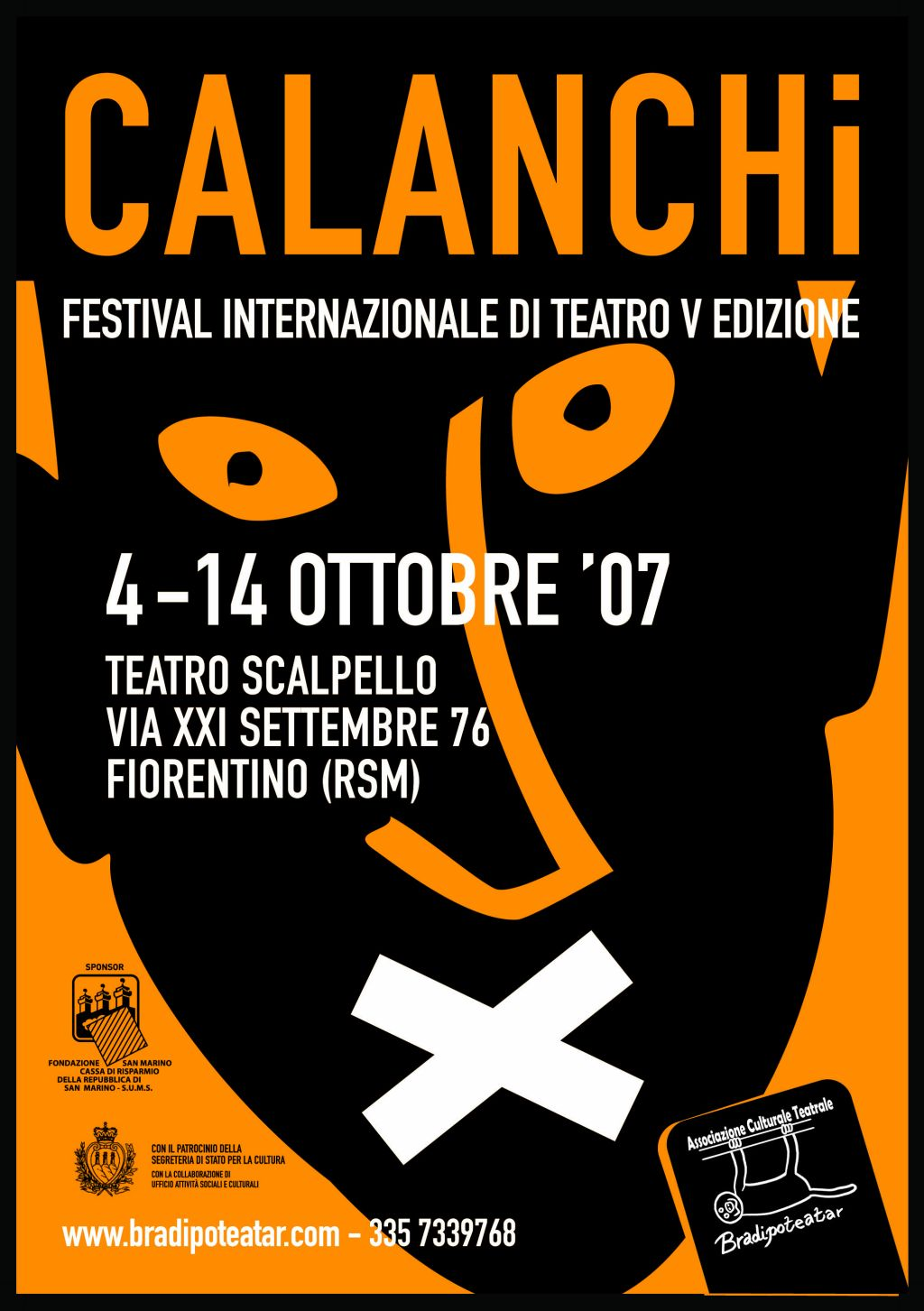
Manifesto della 5ª edizione - 2007
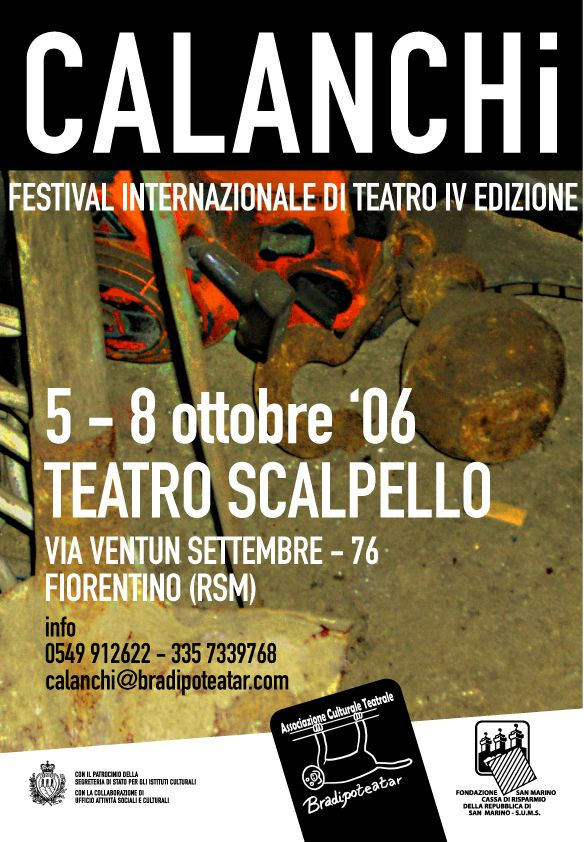
Manifesto della 4ª edizione - 2006
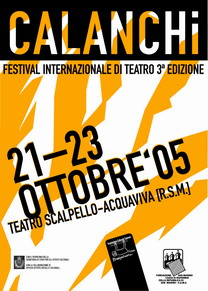
Manifesto della 3ª edizione - 2005
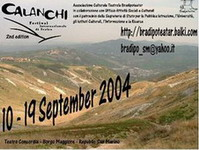
Manifesto della 2ª edizione - 2004